# エルトロンボパグ
エルトロンボパグ (Eltrombopag) は血小板減少症および再生不良性貧血の治療薬の一つである。トロンボポエチンが結合するc-mpl（TpoR）受容体の小分子作動薬。グラクソ・スミスクラインとリガンド・ファーマシューティカルズの共同研究の結果として発見された。ノバルティスによって製造販売されており、EU、中国、日本での商品名はレボレード（Revolade）、アメリカ合衆国での商品名はPromactaである。日本、アメリカ、欧州で希少疾病用医薬品に指定されている。2014年2月には米国で免疫抑制療法が無効な再生不良性貧血に対する画期的治療薬に指定された。エルトロンボパグは再生不良性貧血の患者の一部で三血球系の産生をもたらし、赤血球数、白血球数、血小板数を増加させる。開発コードSB-497115-GR。

## 適応症
- 慢性特発性血小板減少性紫斑病
- 再生不良性貧血（日本では2017年8月より適応）

## 副作用
添付文書に示されている重大な副作用は、肝機能障害（AST(GOT)上昇(4%)、ALT(GPT)上昇(9%)、ビリルビン上昇(4%)）、肺塞栓症、深部静脈血栓症、一過性脳虚血発作(4%)、心筋梗塞、虚血性脳卒中、出血、骨髄線維化である。（頻度未記載は頻度不明）

## 承認取得状況
血小板減少症・特発性血小板減少性紫斑病治療薬として2008年11月に米国で、慢性特発性血小板減少性紫斑病治療薬として2010年3月に欧州で、2010年10月に日本で承認された。
重症再生不良性貧血治療薬としては、2014年8月に米国で、2015年9月に欧州で承認を取得した。2017年、NIHはエルトロンボパグを再生不良性貧血の標準治療とした。

## 臨床開発
前臨床研究でエルトロンボパグは、JAK-STATシグナル伝達経路の活性化ならびに増殖増加および巨核球の分化に繋がるトロンボポエチン受容体と、選択的に相互作用することが示された。動物実験では血小板数が増加することが確認された。73人の健常者ボランティアでの試験では、高用量エルトロンボパグは忍容性に問題なく、循環血中の血小板数を大幅に増加させることが示された。

## 臨床試験
エルトロンボパグは2つの臨床症状―特発性血小板減少性紫斑病ならびにC型肝炎による肝硬変（血小板数の少ない患者にはインターフェロンを用いた治療は禁忌である）―への有効性が示された。成人慢性特発性血小板減少性紫斑病に対する第III相臨床試験では、エルトロンボパグ50mg/日による6週間の治療後に偽薬に比べて著しい血小板数増加が観察された。

再生不良性貧血において完全奏効率は、既存の免疫抑制療法の約10%に比べ、エルトロンボバグ併用群は58%であり良好であった。

## 抗白血病作用
エルトロンボパグは抗白血病作用を示す。これは、エルトロンボパグが鉄イオンをキレートし錯体を形成することにより、細胞内鉄濃度を低下させ白血病細胞の分化を誘導するためであることが示されている。